# Ab Lenstra
Albert Teun Hendrik Lenstra (Zuilen, 26 november 1942 – Kalmthout, 18 augustus 2002) was een Nederlandse kristallograaf. Hij leverde een belangrijke bijdrage aan de ontwikkeling van criteria voor de structuurbepaling uit de driedimensionale pattersonmap voor data verkregen middels verstrooiing van röntgenstraling door éénkristallen. Lenstra deed zijn belangrijkste wetenschappelijk werk in het Laboratorium voor Kristallografie van de Universitaire Instelling Antwerpen (UIA).

## Biografie
Ab Lenstra behaalde in 1961 het diploma gymnasium-β aan het Christelijk Gymnasium te Utrecht en studeerde vervolgens scheikunde aan de Rijksuniversiteit te Utrecht. Daar behaalde hij in 1964 het kandidaatsdiploma en vervolgens het diploma doctorandus scheikunde, met als bijvakken fysische- en colloïdchemie, in maart 1967. In april van dat jaar werd hij aangesteld als wetenschappelijk medewerker aan het laboratorium voor Kristalchemie onder leiding van professor dr. A.F. Peerdeman. Tijdens zijn doctoraat werd Lenstra begeleid door dr. J.C. Schoone. Op 15 mei 1973 behaalde hij zijn doctoraat in de wis- en natuurkunde. De titel van zijn dissertatie is "Automated Patterson Techniques in X-Ray Crystallography".
Op 1 januari 1973 werd hij aangesteld als eerstaanwezend assistent aan het laboratorium voor Kristallografie van professor dr. H.J. Geise van de Universitaire Instelling Antwerpen (UIA), waarna hij in 1976 werd bevorderd tot werkleider in hetzelfde laboratorium. In 1978 mocht hij daar de functie van deeltijds docent invullen. In 1986 werd hij benoemd als deeltijds hoogleraar. In 1992 behaalde Lenstra de graad van geaggregeerde van het Hoger Onderwijs aan de UIA. Daartoe verdedigde hij zijn aggregatie-dissertatie getiteld "Meting, structuurbepaling en struktuurevaluatie in de éénkristal diffractometrie". Ook gaf hij een openbare les over "Experimentele bepaling van de geometrie via Röntgendiffractie" en een openbare voordracht getiteld "Nieuwe mogelijkheden van structuuronderzoek gebruikmakend van synchrotronstraling".
Lenstra gaf de vakken structuurchemie, gevorderde kristallografie en chemie van de vaste toestand. Hij begeleidde meerdere licentiaatsverhandelingen en was promotor of copromotor van acht doctoraten. Zowel in België als in Nederland was hij jurylid van doctoraten. Hij nam deel aan een 35-tal buitenlandse congressen, waar hij lezingen gaf. Hij werd vanaf 1992 in verschillende universiteiten in Europa, maar ook in de Verenigde Staten, Canada, zelfs in China uitgenodigd als docent. Tevens ontving hij bij de UIA diverse buitenlandse wetenschappers voor samenwerking. Hij werd aangesteld als expert voor verschillende internationale tijdschriften, zoals Acta Crystallographica A, B en C, Journal of Chemical Crystallography en Journal of Crystallographic and Spectroscopic Research.
Hij publiceerde, veelal met collega's, 166 artikelen in peer reviewed tijdschriften, waarbij twee secties in een boek en in 1992 werd zijn aggregatiedissertatie ook in de Engelse taal uitgegeven.
In de zomer van 2001, op weg naar een congres, trof hem een ziekte, die kort daarna bleek een, niet te opereren, hersentumor te zijn. Een jaar later overleed hij ten gevolge daarvan.
Ab Lenstra was sinds 1970 getrouwd met Alida Eliza Blommaert (1942). Zij kregen twee zonen.

## Werkdomein

### Automatische structuurbepaling met behulp van de Patterson
Een van de mogelijke routes het faseprobleem op te lossen is de zwaaratoommethode, die in 1934 werd geïntroduceerd door Patterson. In het begin van zijn promotietraject in Utrecht krijgt Lenstra al de gelegenheid om op het 8e IUCr-Congres in Stony Brook (1969) zijn werk te presenteren. Systematisch werd de procedure verder in de jaren daarna uitgewerkt en beschreven in een serie publicaties met van Havere, waarin de effectiviteit van hun procedure wordt belicht. In 1981 presenteerde Lenstra, tijdens het 12e IUCr-Congres in Ottawa, zijn werk aan de discriminatiefunctie (R2) voor structuurbepaling op een microsymposium “Structure  Determination in Crystallographic Statistics, Progress and Problems”, georganiseerd door Wilson. 
Via de samenwerking met Kinnegin en De Graaff (Universiteit Leiden), kwam Lenstra's werk eerst terecht in de programma’s voor het automatisch oplossen van probleemstructuren Autofour en wat later in Crunch. Daarnaast ook nog via de samenwerking met de groep van Beurskens (Universiteit Nijmegen) in de computerprogramma’s Tracor
 en Dirdif. Zoals ook beschreven door Beurskens et al., was het werk van Lenstra daarin belangrijk.

### Metingen aan éénkristallen: apparatuur, methoden en fouten
Met De Wolf beschreef Lenstra tests, met een Al2O3-kristal voor de stabiliteit en prestaties van hun diffractometer. Onderzocht en gerapporteerd werden de mechanische slijtage, de invloed van golflengtedispersie van de grafiet monochromator en hoe meervoudige verstrooiing (renninger-effect) kan worden geëlimineerd. 
In 1992 beschreef Lenstra met Verbruggen, Van Dijk, Verhulle en Vanhouteghem, een gedegen statistische analyse van tijdreeksen van intensiteitscontrole reflecties. Door eliminatie van de niet-karakteristieke straling werden de berekende atomaire temperatuurfactoren verkregen met röntgenstraling vergelijkbaar met die van neutronendiffractiestudies. Door toepassing van bayesiaanse statistiek bij de analyse van de diffractiedata en op de meetstrategie kon de nauwkeurigheid van de intensiteiten van de reflecties aanzienlijk worden verbeterd, evenals de isotrope temperatuurfactoren. Met Kataeva beschreef Lenstra hoe structuurfouten, veroorzaakt door die spectrale afsnijding van de reflectieprofielen, worden verbeterd door het modelleren van de röntgen-achtergrond met een polynoom.

### Molecuul- en kristalstructuren
Lenstra hield zich ook bezig met het ophelderen van de molecuul- en kristalstructuur van chemische verbindingen, meestal met behulp met röntgenstraling, maar soms ook met neutronenstraling. De structuurdatabase van het CCDC bevat 148 structuren van hem en zijn medewerkers. Die structuren verschenen na toetsing door vakgenoten voornamelijk in kristallografische tijdschriften zoals Acta Crystallographica A, B en C, Journal of Molecular Structure, Journal of Chemical Crystallography, Structure Chemistry en Crystal Structure Communications.

### Spectroscopie
Lenstra werkte met een groot aantal medewerkers uit diverse landen tevens aan de relatie structuur en spectroscopische eigenschappen.

### Kristallografische computertechnieken
Met Geise, Van Alsenoy en een heel groot aantal andere wetenschappers werkte Lenstra sinds 1984 samen aan het vergelijken van de vastefase- en gasfasestructuren. Ook het voorspellen van structuren door ab initio-berekeningen met behulp van kristalvelden en kwantumchemische berekeningen. Die samenwerking mondde uit in een groot aantal publicaties in gerenommeerde tijdschriften.

## Lidmaatschap van wetenschappelijke en technische genootschappen
- Lid FOMRE werkgemeenschap Kristallografie 1973-1977
- Lid SON werkgemeenschap Kristallografie 1978-2002
- Lid Nederlandse Vereniging voor Kristallografie (NVK) 1990-2002
- Externe wetenschappelijk deskundige voor Acta Crystallographica A, B en C (1983-2002)
- Lid van het Belgische Nationale Committee voor Kristallografie (1994-2002)
- Lid van de Commissie van Fysische Scheikunde (Belgian Foundation of Scientific Research (FNRS-NFWO)), (1972–1990)